# Линкей (сын Афарея)
Линкей (др.-греч. Λυγκεύς) — персонаж древнегреческой мифологии, один из Афаретидов. Из Мессении. Младший сын Афарея и Арены. Аргонавт, на корабле был вперёдсмотрящим. Участник Калидонской охоты. Отличался остротой зрения, по другой версии, ночью ничего не видел. Бездетен.
Когда Афаретиды преследовали Диоскуров, Линкей с гор Тайгета увидел Кастора и Полидевка в дупле дуба. В бою убит Полидевком. По некоторым источникам, убит Кастором. По другому рассказу, убил Кастора, но убит Полидевком. Вместе с братом просватался к дочерям Левкиппа, но Диоскуры похитили девушек раньше.
По истолкованию, первым начал добывать медь и серебро, также медь и железо, беря под землю светильники, почему и стали говорить, что он видит под землей.